# كارين كنور
كارين كنور (بالإنجليزية: Karen Knorr)‏ هي مصورة أمريكية، ولدت في 5 يناير 1954 في فرانكفورت في ألمانيا.

## وصلات خارجية
- الموقع الرسمي